# Wiatrołom
Wiatrołom (deutsch Viartlum) ist ein Dorf in der polnischen Woiwodschaft Pommern und gehört zur Gmina Miastko (Rummelsburg) im Powiat Bytowski (Bütower Kreis).

## Geographische Lage
Das Dorf liegt in Hinterpommern, etwa 19 Kilometer nordnordöstlich von Miastko (Rummelsburg i. Pom.), 22 Kilometer westsüdwestlich  on Bytów (Bütow) und 5 ½ Kilometer westsüdwestlich des Dorfs Lubno (Lubben).

## Geschichte

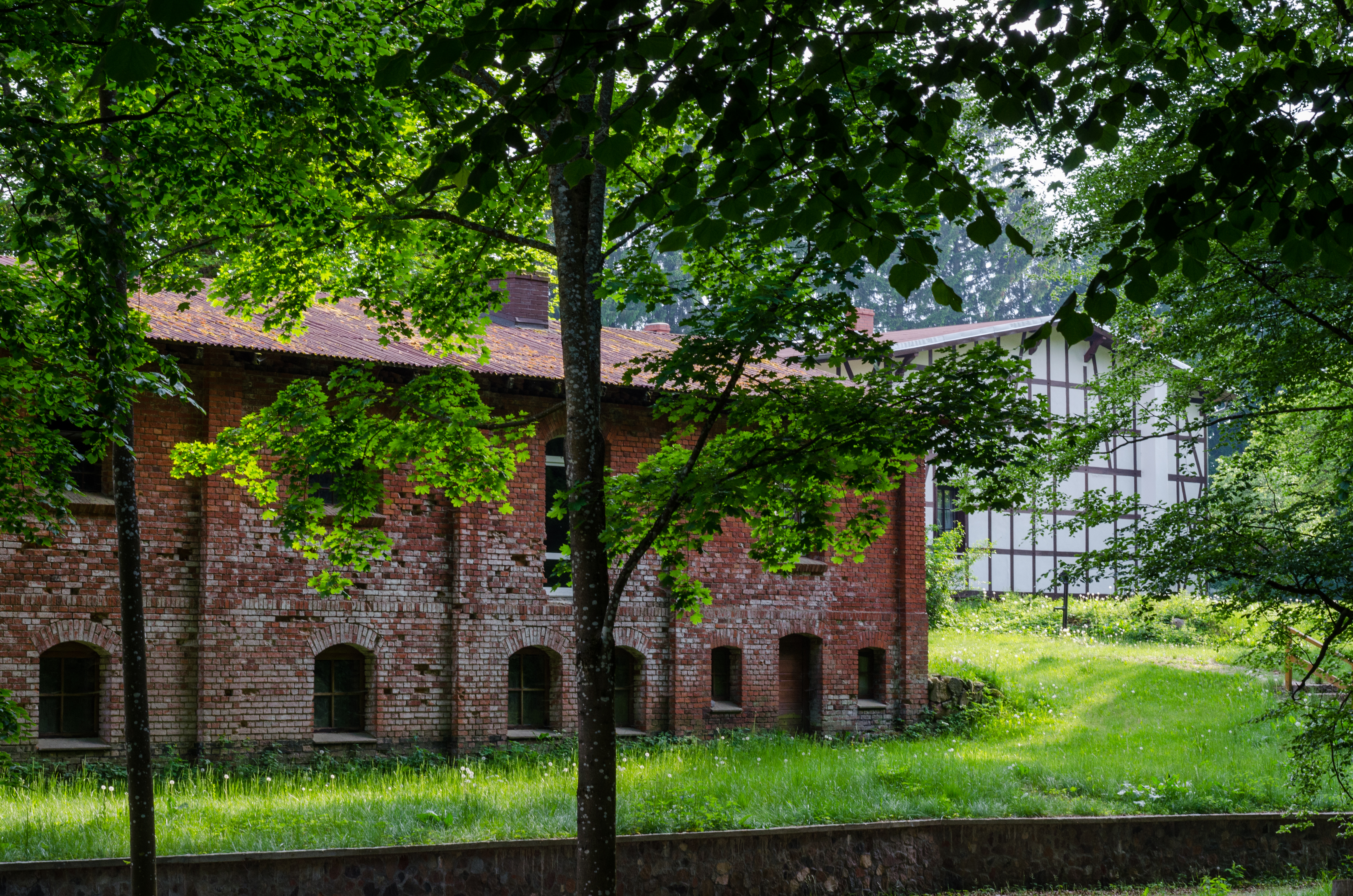
Wirtschaftsgebäude des ehemaligen Gutshofs in Viartlum (2016)

Viartlum, nordnordöstlich von Rummelsburg und westsüdwestlich des Dorfs Lubben, auf einer Landkarte von 1915

Das alte Puttkamersche Lehen, das im 18. Jahrhundert wiederkäuflich veräußert worden war, kaufte am 14. Januar 1747 der Lieutenant Franz Joachim von Puttkamer wieder zurück. Er verkaufte es am 25. November 1749 wiederkäuflich dem Postkommissar Paul Joachim Riß und löste es am 30. April 1770 von diesem wieder ein. Seit 1776 besaß es Franz Joseph Ulrich von Puttkamer. Durch Erbschaft gelangte der 2550 Morgen große Gutsbezirk 1825 an den Landschafts- und Kreisdeputierten von Puttkamer. Im Jahr 1884 wird als Besitzer des Ritterguts Viartlum der Freiherr von Minnigerode auf Rossitten im Kreis Preußisch Holland in Ostpreußen genannt, der es gekauft hatte und auch noch um 1892 besaß. Von diesem kaufte es 1910 der Rittergutsbesitzer Franz Dally. Im Jahre 1931 erwarb es die Stolper Bank, seit 1936 befand sich das Restgut im Besitz von Richard von Alversleben. Das Gut Viartlum ist im Güterverzeichnis von 1939 nicht mehr aufgelistet.
Am 1. Dezember 1913 wurden auf der 114 Hektar großen Gemarkungsfläche der Landgemeinde Viartlum elf viehhaltende Haushaltungen gezählt und auf dem 1180 Hektar umfassenden Gutsbezirk Viartlum 26 viehhaltende Haushaltungen.
Am 1. April 1927 hatte das Rittergut Viartlum eine Flächengröße von 1179 Hektar, und am 16. Juni 1925 hatte dieser Gutsbezirk 151 Einwohner. Zu den gleichen Zeiten hatte das Gut Pottack eine Flächengröße von 619 Hektar und 96 Einwohner. Am 30. September 1928 wurden die Gutsbezirke Pottack und Viartlum in die Landgemeinde Viartlum eingegliedert.
Anfang der 1930er Jahre hatte die Landgemeinde Viartlum eine Flächengröße von 19 km². Innerhalb der Gemeindegrenzen standen zusammen 30 bewohnte
Wohnhäuser an sieben verschiedenen Wohnstätten:
1. Joachimsthal
2. Mühle
3. Poggenberg
4. Pottack
5. Steinberg
6. Viartlum
7. Wolschewitz

Um 1935 hatte Viartlum u. a. zwei Gemischtwarenläden, ein Holzsägewerk, eine Schmiede und zwei Zimmereiwerkstätten. Im Jahr 1939 hatte die Landgemeinde 331 Einwohner.
Die Landgemeinde Viartlum gehörte im Jahr 1945 zum Landkreis Rummelsburg im Regierungsbezirk Köslin der preußischen Provinz Pommern des Deutschen Reichs und war dem Amtsbezirk Ponickel zugeordnet. Das Standesamt befand sich in Ponickel.
Gegen Ende des Zweiten Weltkriegs wurde Viartlum Anfang März 1945 von der Roten Armee eingenommen. Anschließend wurde Viartlum zusammen mit ganz Hinterpommern von der Sowjetunion der Volksrepublik Polen zur Verwaltung überlassen. Es begann danach allmählich die Zuwanderung von Polen. Die einheimische Bevölkerung wurde in der Folgezeit von der polnischen Administration vertrieben. Der Ortsname wurde zu „Wiatrołom“ polonisiert.

## Kirchspiel bis 1945
Die vor 1945 anwesende Dorfbevölkerung war mit wenigen Ausnahmen evangelischer Konfession. Die evangelischen Einwohner gehörten zum Kirchspiel Zettin.
Das katholische Kirchspiel war in Rummelsburg i. Pom.

## Persönlichkeiten
- Franz Joachim von Puttkamer (1712–1783), Herr auf Versin, Reinwasser und Viartlum[12]
- Franz Johann Ulrich von Puttkamer (1746–1823), alleiniger Erbherr auf Versin (seit 1747), Viartlum (seit 1770) und Darsekow, königl. preußischer Stabskapitän a. D.[12][13]
- Heinrich Ernst Jakob von Puttkamer (1789–1871), Herr auf Viartlum, Reinfeld, Sellin und Starkow, königl. preußischer Lieutenant a. D., wurde hier geboren[12]
- Johanna, Fürstin von Bismarck, geb. von Puttkamer (1824–1894), Ehefrau Otto von Bismarcks, wurde hier geboren[12]